# SC Neubau
Der Sportclub Neubau ist ein ehemaliger österreichischer Fußballverein aus dem 7. Wiener Gemeindebezirk Neubau. Der Verein wurde 1909 als Neubauer Sportvereinigung gegründet. Vor seiner Auflösung am 31. Dezember 2004 spielte der ehemalige Zweitligist in der 2. Klasse A des Wiener Fußballverbandes (7. Spielstufe).

## Geschichte
Der SC Neubau trat erstmals mit dem Aufstieg in die 2. Klasse A, der damals zweithöchsten Liga Österreichs, im Spieljahr 1921/22 ins Licht einer breiteren Öffentlichkeit. Bereits in der Folgesaison musste man gegen den Abstieg kämpfen, wo man sich allerdings mit einem Punkt Vorsprung auf den FC Nicholson Wien durchsetzen konnte. Schon in der nächsten Saison lief es ein wenig besser für die Neubauer und sie belegten den 5. Tabellenrang. Im selben Jahr, 1925, entschloss sich der Wiener Fußballverband den Professionalismus in den höchsten beiden Spielstufen einzuführen. Die Neubauer verpassten allerdings das Meldedatum und mussten daher in die dritte Liga absteigen. Bereits im folgenden Jahr schafften die Neubauer jedoch den Wiederaufstieg in die zweite Klasse.
Im ersten Profi-Jahr erreichte der Verein mit dem 8. von 14 Tabellenrängen einen guten Mittelfeldplatz. In den folgenden drei Saisonen konnte der SC Neubau seine Position stetig verbessern und erreichte 1929 mit dem vierten Platz in der Tabelle der II. Liga das bislang beste Ergebnis in seiner Geschichte. In dieser Saison blieb man jedoch was den Aufstiegskampf betrifft chancenlos, da die Hakoah all ihre 24 Meisterschaftspartien für sich entscheiden konnte. Nach diesem Erfolg wollte es jedoch nicht mehr so recht mit dem Verein laufen. Nachdem man 1931 nur knapp dem Abstieg entgangen war, musste man bereits ein Jahr später in die Drittklassigkeit absteigen.
Der SC Neubau schaffte jedoch 1933 erneut den raschen Wiederaufstieg. 1935 konnte man den vierten Platz von 1929 sogar noch übertrumpfen. Nachdem die Neubauer in dieser Saison nur knapp am Favoritner AC und an der Wiener Sportvereinigung gescheitert waren, belegten sie am Saisonende schließlich den dritten Tabellenrang. Auch im Cup konnte man mit dem Erreichen des Viertelfinales einen ersten Erfolg verzeichnen, was umso bemerkenswerter erschien, da der Verein bislang nur als Kanonenfutter bekannt war (1933 2:17 und 1930 0:17 gegen Rapid Wien). Nach dem knapp verpassten Aufstieg folgte jedoch bereits in der Folgesaison der Abstieg. Seit diesem Jahr konnte der SC Neubau nicht mehr in die zweite Liga zurückkehren und verschwand im Wiener Unterhaus. In sportlicher Hinsicht fiel er meist nur noch durch hohe Testspielniederlagen gegen die Wiener Großklubs auf (1989 0:21 gegen die Wiener Austria). Am 31. Dezember 2004 meldete der SC Neubau dem Wiener Fußballverband die sofortige Selbstauflösung des Vereins. Zuletzt spielte er in der siebentklassigen „2. Klasse A“.

## Erfolge
- 12 × Zweitligateilnahme: 1923–24; 1926–36 (3. Platz 1935)
- 1 × Viertelfinale des ÖFB-Pokal: 1935 (3:11 gegen Hakoah Wien)